# 超!アニメ天国
『超!アニメ天国♪』（ちょうアニメてんごく）は、2010年4月から12月まで放送していたアニメ系情報番組。通称は「超!アニてん」。

## 概要
主にアニメ・声優・アニメソング歌手の情報番組で、2010年3月まで放送していた『アニメ天国』のリニューアルとして、2010年4月よりKBS京都、tvkの2局で放送を開始。同年4月からはインターネットラジオサイト・HiBiKi Radio Stationでも配信されていた。
2010年3月27日に東京国際アニメフェアで、制作発表会「超!アニメ天国♪ 地上波栄転スペシャル」を行った。

## 放送局と日時
| 放送地域 | 放送局               | 放送期間                           | 放送日時                 | 備考                                          |
| -------- | -------------------- | ---------------------------------- | ------------------------ | --------------------------------------------- |
| 京都府   | KBS京都              | 2010年4月2日 - 2010年12月25日      | 土曜 25時30分 - 26時00分 | 2010年9月以前は金曜 25時00分 - 25時30分に放送 |
| 神奈川県 | tvk                  | 2010年4月9日 - 2010年12月31日      | 金曜 26時45分 - 27時15分 | 6日遅れ                                       |
| 日本全国 | HiBiKi Radio Station | 2010年4月14日 - 2011年1月5日配信分 | 毎週水曜 更新            | 2週遅れ                                       |

## 主なコーナー
音楽道
司会 - 野川さくら、IMAJO
アニメソング歌手、声優をゲストに招き、半生、仕事を紹介するメインコーナー。
アコギコーナー
IMAJOと音楽道のゲストによるアコースティックセッションコーナー。
アニメインパクト
出演 - 杉山茜
絶叫マシンからアニメ情報を紹介するミニコーナー。
Cho!Anime-tengoku News
出演 - 杉山茜
アニメ情報を紹介するミニコーナー。
ミルキィホームズ課外授業
出演 - 三森すずこ、徳井青空、佐々木未来、橘田いずみ

## ゲスト
| 回数           | ゲスト                    | 備考 |
| -------------- | ------------------------- | ---- |
| 第1回・第2回   | YOFFY（サイキックラバー） |      |
| 第3回・第4回   | 奥井雅美                  |      |
| 第5回・第6回   | 宮崎羽衣                  |      |
| 第7回・第8回   | 米倉千尋                  |      |
| 第9回・第10回  | さかもとえいぞう          |      |
| 第11回・第12回 | 吉岡亜衣加                |      |
| 第13回・第14回 | ELISA                     |      |
| 第15回・第16回 | 喜多修平                  |      |
| 第17回・第18回 | 松本梨香                  |      |
| 第19回・第20回 | 水木一郎                  |      |
| 第21回・第22回 | 下川みくに                |      |
| 第23回・第24回 | Lia                       |      |
| 第25回・第26回 | 國府田マリ子              |      |
| 第27回・第28回 | mao                       |      |
| 第29回・第30回 | 五條真由美                |      |
| 第31回・第32回 | きただにひろし            |      |
| 第33回・第34回 | Sister MAYO               |      |
| 第35回・第36回 | 串田アキラ                |      |
| 第37回・第38回 | motsu（m.o.v.e）          |      |

## スタッフ
- 番組企画 - 勝鬨サウンド[4]
- 制作 - ラムズ[4]
- 制作協力 - エムティーアイ、アミュー[4]